# Вунзідель
Вунзідель (нім. Wunsiedel) — місто в Німеччині, розташоване в землі Баварія. Підпорядковується адміністративному округу Верхня Франконія. Входить до складу району Вунзідель.
Площа — 54,91 км2. Населення становить 9155 ос. (станом на 31 грудня 2020).